# Kordteks
Kordteks i Primakord su dve od mnogih trgovačkih marki koje su prešle u opštu upotrebu kao nazivi za detonirajući štapin. 
Kordteks koristi eksplozivno jezgro od pentaeritritol tetranitrata (PETN) unutar svoje plastične oplate. Obično je debljine kao električni produžni kabl i ima brzinu detonacije od približno 6.000–7.000 metara u sekundi. Koristi se za povezivanje sekvence eksploziva u lančanom nizu. 
Kordteks je jedan od najpoznatijih tipova detonirajućih štapina, koji se uglavnom koristi u rudarstvu, ali ima i primene u građevinarstvu i vojsci. Razvijen je kao specijalizovani proizvod sa ciljem da omogući sigurno i efikasno iniciranje eksplozivnih punjenja na udaljenosti.

## Sastav i struktura
Kordteks se sastoji od eksplozivnog jezgra koje je obično napravljeno od pentaeritritol tetranitrata (PETN). PETN je visoko brizantni eksploziv sa vrlo velikom brzinom detonacije, koja se kreće između 6.000 i 7.000 metara u sekundi. Ovaj eksploziv je veoma stabilan u širokom rasponu temperatura i ima dug rok trajanja, što ga čini idealnim za korišćenje u različitim okruženjima i uslovima.
Kordteks ima plastičnu oblogu koja služi kao zaštita eksplozivnog jezgra od mehaničkih oštećenja i vlage. Debljina Kordteks-a je otprilike ista kao kod električnog produžnog kabla, što ga čini relativno lakim za rukovanje i postavljanje u različite konfiguracije.

## Primena
Kordteks se najčešće koristi za povezivanje više eksplozivnih punjenja u lančanom nizu, poznatom kao „daisychain“. Ova tehnika omogućava detonaciju više punjenja istovremeno ili u veoma kratkim vremenskim intervalima, što je od suštinskog značaja u rudarskim i građevinskim operacijama gde je precizno rušenje ključno za uspeh operacije.
Pored toga, Kordteks se koristi u vojne svrhe, gde se može primeniti u kratkim dužinama za postavljanje jednostavnih zamki i uređaja za rano upozorenje. Ova primena zahteva pouzdanost i brzinu detonacije kako bi se obezbedila efikasnost i sigurnost.

## Tržišna pozicija i alternativni proizvodi
Kordteks i Primakord su dve najpoznatije trgovačke marke detonirajućih štapina koje su postale deo opšte terminologije u industriji. Ove marke su priznate zbog svoje pouzdanosti, sigurnosti i efikasnosti, što ih čini popularnim izborom među profesionalcima u rudarstvu i građevinarstvu.
Alternativni proizvodi, kao što su štapini sa RDX-om ili heksogenom, koriste se u specifičnim primenama gde je potrebna veća otpornost na visoke temperature ili veća razorna moć. Međutim, Kordteks ostaje popularan izbor zahvaljujući svojoj fleksibilnosti i lakoći korišćenja.

## Zaključak
Kordteks je veoma važan i svestran alat u rudarstvu i građevinarstvu, ali i u vojnoj upotrebi. Njegova sposobnost da pouzdano prenosi detonaciju na više punjenja, u kombinaciji sa njegovom stabilnošću i izdržljivošću, čini ga jednim od najcenjenijih detonirajućih štapina u svetu.

## Refeerence
1. ↑  „Reds go green: How looted solar panels are now powering Maoists in dense Bastar forests”. The Times of India. 2024-03-21. ISSN 0971-8257. Приступљено 2024-05-06.
2. ↑  „Anti-Naxal operations: Local detonating wire bleeding security forces”. The Hindu (на језику: енглески). 2014-10-12. ISSN 0971-751X. Приступљено 2024-05-06.